# Ulica Drewnowska w Łodzi
Ulica Drewnowska w Łodzi ma około 2,8 kilometra długości, biegnie od ul. Zgierskiej na Starym Mieście (przy Starym Rynku) do skrzyżowania ul. Solec i al. Unii Lubelskiej.

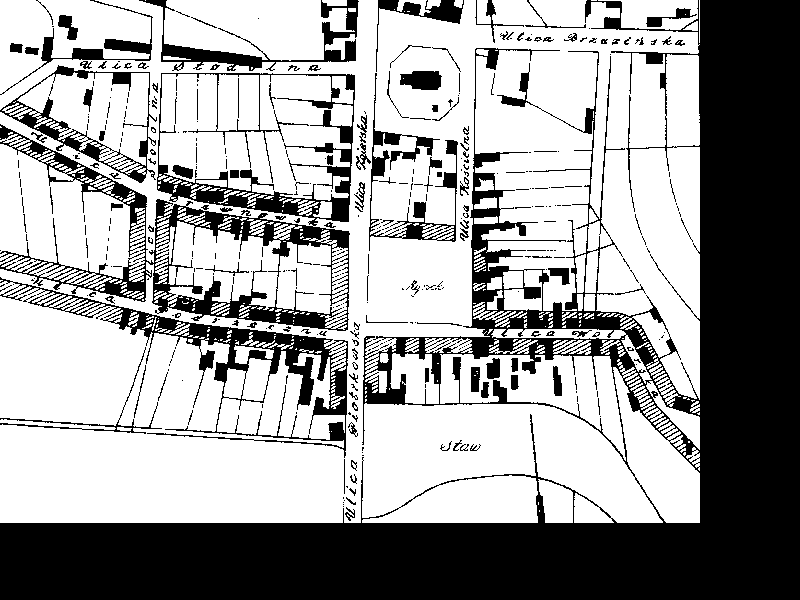
Plan Starego Miasta w Łodzi z 1859 roku

Ulica prawdopodobnie powstała jeszcze przed 1423 rokiem, kiedy Łódź otrzymała prawa miejskie.
Dawniej uliczka prowadziła w stronę lasu, a ówcześni mieszkańcy osady jeździli nią po drewno. Inna wersja mówi, że ulica wywodzi swą nazwę od nazwiska znanej w całej osadzie rodziny Drewnowiczów (lub Drewnów).
- W czasie wojny zmieniono nazwę na Holzstrasse (jedyny okres w historii)[1].
- Ulica Drewnowska na odcinku i w kierunku od ul. Zgierskiej do ul. Zachodniej jest ulicą o ruchu jednokierunkowym.
- Ulica Drewnowska na odcinku od ulicy Zachodniej do Karskiego stanowi północną granicę centrum handlowo rozrywkowego Manufaktura zbudowanego na terenie dawnych Zakładów im. Marchlewskiego, dawniej Fabryki Poznańskiego.

## Kiedyś przy ulicy istniały
- Synagoga Izraela Rotmana w Łodzi (ul. Drewnowska 4)
- Synagoga Jankiela Kalińskiego i Jankiela Zarzewskiego w Łodzi
- Synagoga Izraela Rotmana w Łodzi (ul. Drewnowska 11)
- Synagoga Kopela Koplowicza w Łodzi
- Synagoga Petera Sendrowicza w Łodzi
- Synagoga Leona Czośniaka w Łodzi
- Synagoga Jankiela Lewkowicza i Wolfa Milicha w Łodzi
- Synagoga Józefa Kona w Łodzi